# Les Bacchantes (téléfilm)
Pour les articles homonymes, voir Bacchante.
Les Bacchantes (Backanterna) est un téléfilm suédois réalisé par Ingmar Bergman, diffusé en 1993.

## Synopsis
Cette histoire est basée sur la tragédie d'Euripide sur Les Bacchantes.

## Fiche technique
- Titre français : Les Bacchantes
- Titre original : Backanterna
- Réalisation : Ingmar Bergman
- Scénario : Göran O. Eriksson et Jan Stolpe d'après la pièce éponyme d'Euripide
- Production : Måns Reuterswärd
- Musique : Daniel Börtz
- Photographie : Wulf Meseke, Per Norén, Sven-Åke Visén et Raymond Wemmenlöv
- Montage : Sylvia Ingemarsson
- Décors : Mette Möller et Lennart Mörk
- Costumes : Mette Möller
- Format : Couleurs
- Durée : 140 minutes
- Date de sortie : 1993

## Distribution
- Sylvia Lindenstrand : Dionysos
- Laila Andersson-Palme : Teiresias
- Sten Wahlund : Kadmos
- Peter Mattei : Pentheus
- Anita Soldh : Agaue
- Berit Lindholm : Alfa
- Paula Hoffman : Beta
- Camilla Staern : Gamma
- Per Mattsson : le berger